# Kalanchoe pumila

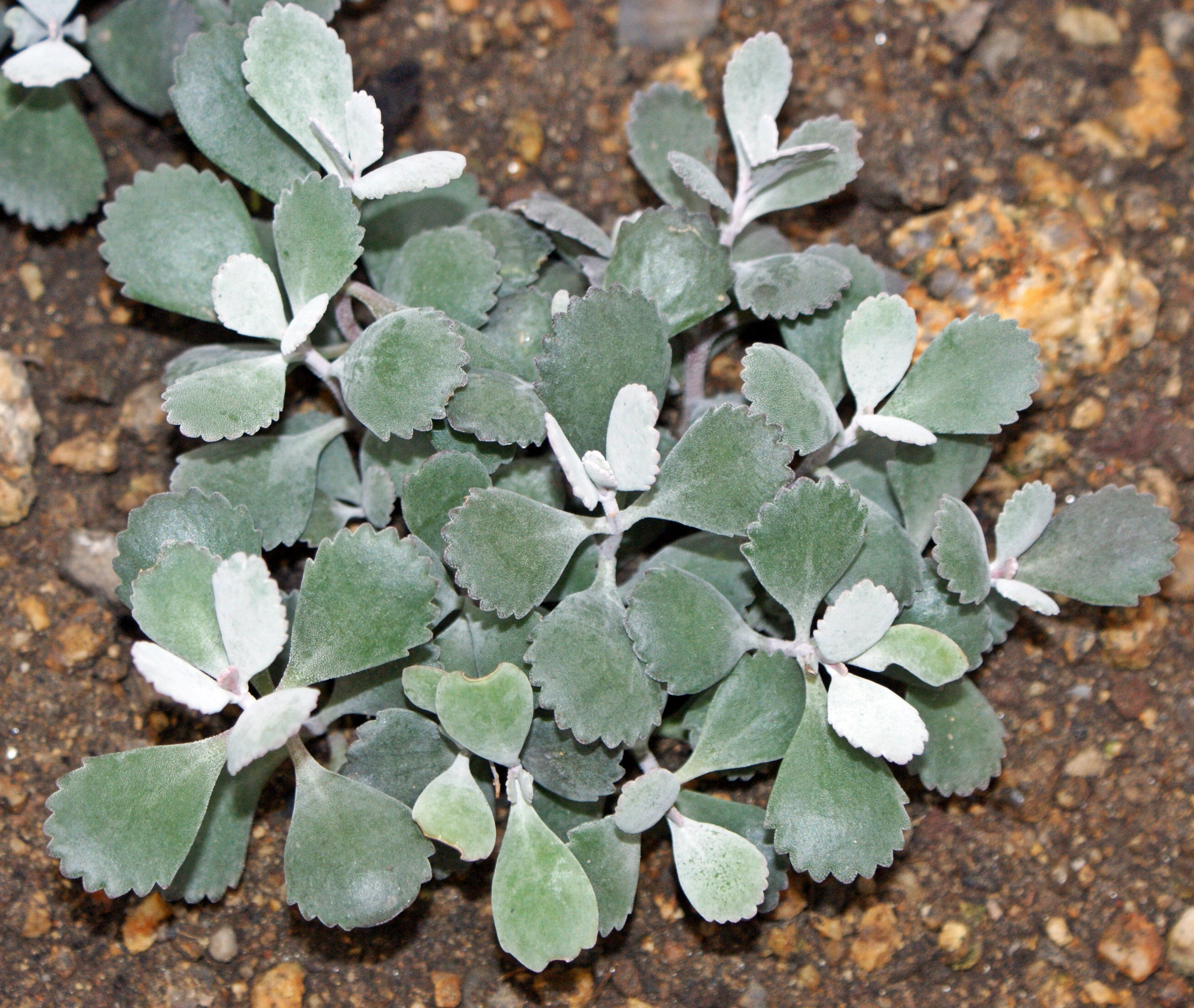
Kalanchoe pumila

Kalanchoe pumila és una espècie de planta suculenta del gènere Kalanchoe, que pertany a la família Crassulaceae.

## Descripció
És una herba petita perenne, de vegades epífita, que forma densos matolls de 20 a 30 cm d'alçada, totalment glabra.
Les tiges són erectes, molt ramificades, prostrades, pruïnoses.
Les fulles sovint atapeïdes, carnoses, sèssils o subsèssils, obovades, completament cobertes amb una cera blanca farinosa molt fina, de 2 a 4 cm de llarg i d'1,5 a 2 cm d'ample, punta obtusa a subaguda, base cuneada, marges morats, crenats a la part superior.
Les inflorescències en panícules corimboses de poques flors, de 2 a 7 cm d'amplada, pedicels de 6 a 10 mm, ceroses.
Les flors són erectes; calze de color verd o vermell-porpra, pruïnós, tub de 0,5 a 1 mm; sèpals deltoides a lanceolades, aguts, de 3 a 5 mm de llarg i d'1,5 a 2,6 mm d'ample; corol·la campanulada, de color vermell a porpra o rosat; tub de 4 a 8,5 mm; pètals estesos, obovats a oblongs, mucronats, de 7 a 10 mm de llarg i de 3 a 5 mm d'ample.
Molt atractiva per les fulles blanquinoses i de fàcil cultiu, sobretot en cistelles penjants.

## Distribució
Planta endèmica de Madagascar central. Creix sobre roques, a uns 2000 m d'altitud.

## Taxonomia
Kalanchoe pumila va ser descrita per John Gilbert Baker (Baker) i publicada al Journal of the Linnean Society, Botany 20: 139–140. 1883.

### Etimologia
Kalanchoe: nom genèric que deriva de la paraula cantonesa "Kalan Chauhuy", 伽藍菜 que significa 'allò que cau i creix'.
pumila: epítet llatí que significa 'nan'.

### Sinonímia
- Kalanchoe multiceps  Baillon (1885)
- Kalanchoe brevicaulis  Baker (1887)
- Kalanchoe pumila f. venustior  Boiteau ex Allorge-Boiteau (1995)